# Merope (Gattin des Polybos)
Merope (altgriechisch Μερόπη Merópē) ist in der griechischen Mythologie die Gattin des Königs Polybos von Korinth (oder Sikyon).
Merope nimmt als Pflegemutter ein gefundenes Kind an, das geschwollene Füße hat und darum Ödipus (Schwellfuß) genannt wird. Da ihre Ehe noch kinderlos ist, zog sie es wie ihr eigenes auf. 
Diese Version hat Sophokles dramatisch verarbeitet. Hyginus Mythographus bezeichnet die Gattin des Polybos und Amme des Ödipus als Periboia.